# سوزگا
سوزگا (به لاتین: Souzga) یک منطقهٔ مسکونی در روسیه است که در جمهوری آلتای واقع شده‌است.